# 絶滅黒髪少女
「絶滅黒髪少女」（ぜつめつくろかみしょうじょ）は、日本の女性アイドルグループ・NMB48の楽曲。作詞は秋元康、作曲はGRAVITYが担当した。2011年7月20日にNMB48のデビューシングルとしてよしもとアール・アンド・シー (laugh out loud! records) から発売された。楽曲のセンターポジションは渡辺美優紀が務めた。

## 背景とリリース
通常盤Type-A、通常盤Type-Bのほか、キャラアニ限定発売の劇場盤の3形態がリリースされ、Type-AとType-Bでは3曲目の収録楽曲は異なる。そのうち通常盤Type-A、通常盤Type-B初回生産分には全国握手会参加券とオリジナルトレーディングカード（全16種類のうち）ランダム1枚が封入され、劇場盤には個別握手会参加券が封入される。
AKB48、SKE48のデビューシングルと同様に、表題曲のメンバーは単一チームから構成されている。
カップリング曲であるチームN「青春のラップタイム」は、チームN 2nd Stage「青春ガールズ」公演の発表済み楽曲をシングルに収録したもの。NMB48初のオリジナル楽曲であり、同公演中唯一のオリジナル楽曲でもある。ミュージック・ビデオは製作されていなかったが、2015年3月31日発売のシングル「Don't look back!」の特典DVDに2015年に撮影されたMVが収録されている。他のカップリング曲として「白組」「紅組」に1曲ずつが充てられたが、このユニット編成はSKE48のシングルでも採用されている。また「三日月の背中」は全員歌唱曲で、当時の全メンバー（2011年7月10日に卒業した森彩華を除く）NMB48の1期生全員が参加している。
キャッチコピーは「黒髪命、清純はいつだって一生懸命。」。 
7月25日付けオリコンウィークリーチャート1位を達成した場合は吉本興業所属の芸人達からプレゼントが贈られるが、逆に達成できなかった場合は罰ゲームとしてブルマーを着用してNMB48劇場公演を行うという条件が課されていた。結果発表を前に、関係者は公演に出演する16人分のブルマーを購入していたが、結局、沢尻エリカがKaoru Amane名義で発売した「タイヨウのうた」の15万枚を超える21.8万枚を売上げ、当時の女性アーティストデビューシングル初週売上最高記録、かつぱすぽ☆以来2組目となる女性アーティスト初登場ウィークリーチャート1位によりブルマー公演は回避された。しかし7月26日の公演で、サプライズとしてブルマー着用で当楽曲を披露した。後年ラジオ番組で吉田朱里は「せっかくファンが応援して下さったのにそんなこと（ブルマー着用）したのがすごく恥ずかしくて、（思わず）涙が出てしまった。」と述懐している。
デビューシングルの発売から時が経ち、NMB48には染髪したメンバーが増えたが、当楽曲披露の際には歌唱メンバーは黒髪にするというのが恒例となっている。

## アートワーク
| Type-A 表 | 「絶滅黒髪少女」選抜メンバー16人                                               |
| Type-A 裏 | 小笠原茉由・岸野里香・木下春奈・小谷里歩・篠原栞那・福本愛菜・山田菜々・山本彩 |
| Type-B 表 | 「絶滅黒髪少女」選抜メンバー16人                                               |
| Type-B 裏 | 門脇佳奈子・近藤里奈・上西恵・白間美瑠・松田栞・山口夕輝・吉田朱里・渡辺美優紀 |
| 劇場盤 表 | 「絶滅黒髪少女」選抜メンバー16人                                               |
| 劇場盤 裏 |                                                                                |

## チャート成績
2011年8月1日付オリコン週間シングルチャートで、約21万8000枚を売り上げ初登場1位を記録。また、AKB48の派生アーティスト（姉妹ユニット・派生ユニット・ソロ）のデビュー作品の初動売り上げ最高記録であった、前田敦子の「Flower」（約17万7000枚）を更新。
女性歌手のデビューシングルの首位は、同年6月の前田敦子の「Flower」以来1か月ぶり。また、グループからの派生ユニット・ソロデビュー、さらには日本国外からの再デビューを除いた場合、2006年にKaoru Amaneが「タイヨウのうた」で記録して以来、4年11か月ぶりに更新した。

## ミュージック・ビデオ
ミュージック・ビデオ（MV）の監督は行定勲。MVは「日本の美」をテーマにしており、山本が弓道、渡辺が書道、山田が合気道、小笠原が茶道、吉田が居合道のシーンをそれぞれ披露している。2011年6月28日には、TOHOシネマズなんばでシングルに収録される3曲のMVのプレミアム試写会が行われた
「僕が負けた夏」MVの監督は須永秀明。「待ってました、新学期」MVの監督はウスイヒロシ。
振付は西田一生（西田プロジェクト）が担当。

## メディアでの使用
絶滅黒髪少女
- 関西テレビで放送のNMB48の冠バラエティ番組「どっキング48」のエンディングテーマ(2011年7月5日 - 9月13日)として使用されたほか、イオン ハイスクールマンザイ2011のイメージソングとしても使用された。

青春のラップタイム
- 在阪テレビ局による地上デジタル放送推進キャンペーン「日本全国“地デジで元気!”～NMB48地デジカ大作戦～」のキャンペーンソング（2011年5月13日 - 7月）として使用された[8]。

## シングル収録トラック

### 通常盤Type-A
| #  | タイトル                              | 作詞   | 作曲         | 編曲           | 時間 |
| -- | ------------------------------------- | ------ | ------------ | -------------- | ---- |
| 1. | 「絶滅黒髪少女」                      | 秋元康 | GRAVITY      | GRAVITY        | 3:49 |
| 2. | 「青春のラップタイム」                | 秋元康 | 川浦正大     | 野中“まさ”雄一 | 4:46 |
| 3. | 「僕が負けた夏」(白組)                | 秋元康 | ツキダタダシ | 野中“まさ”雄一 | 4:45 |
| 4. | 「絶滅黒髪少女 off vocal ver.」       |        |              |                |      |
| 5. | 「青春のラップタイム off vocal ver.」 |        |              |                |      |
| 6. | 「僕が負けた夏 off vocal ver.」       |        |              |                |      |

| #  | タイトル                                         | 作詞 | 作曲・編曲 |
| -- | ------------------------------------------------ | ---- | ---------- |
| 1. | 「絶滅黒髪少女 Music Video」                     |      |            |
| 2. | 「僕が負けた夏 Music Video」                     |      |            |
| 3. | 「特典映像「NMB48をダマしちゃいました。（1）」」 |      |            |

### 通常盤Type-B
| #  | タイトル                                | 作詞   | 作曲     | 編曲           | 時間 |
| -- | --------------------------------------- | ------ | -------- | -------------- | ---- |
| 1. | 「絶滅黒髪少女」                        | 秋元康 | GRAVITY  | GRAVITY        | 3:49 |
| 2. | 「青春のラップタイム」                  | 秋元康 | 川浦正大 | 野中“まさ”雄一 | 4:46 |
| 3. | 「待ってました、新学期」(紅組)          | 秋元康 | 市川裕一 | 市川裕一       | 3:38 |
| 4. | 「絶滅黒髪少女 off vocal ver.」         |        |          |                |      |
| 5. | 「青春のラップタイム off vocal ver.」   |        |          |                |      |
| 6. | 「待ってました、新学期 off vocal ver.」 |        |          |                |      |

| #  | タイトル                                         | 作詞 | 作曲・編曲 |
| -- | ------------------------------------------------ | ---- | ---------- |
| 1. | 「絶滅黒髪少女 Music Video」                     |      |            |
| 2. | 「待ってました、新学期 Music Video」             |      |            |
| 3. | 「特典映像「NMB48をダマしちゃいました。（2）」」 |      |            |

### 劇場盤
| #  | タイトル                                | 作詞   | 作曲           | 編曲           | 時間 |
| -- | --------------------------------------- | ------ | -------------- | -------------- | ---- |
| 1. | 「絶滅黒髪少女」                        | 秋元康 | GRAVITY        | GRAVITY        | 3:49 |
| 2. | 「僕が負けた夏」(白組)                  | 秋元康 | ツキダタダシ   | 野中“まさ”雄一 | 4:45 |
| 3. | 「待ってました、新学期」(紅組)          | 秋元康 | 市川裕一       | 市川裕一       | 3:38 |
| 4. | 「三日月の背中」                        | 秋元康 | 野中“まさ”雄一 | 野中“まさ”雄一 | 4:02 |
| 5. | 「絶滅黒髪少女 off vocal ver.」         |        |                |                |      |
| 6. | 「僕が負けた夏 off vocal ver.」         |        |                |                |      |
| 7. | 「待ってました、新学期 off vocal ver.」 |        |                |                |      |
| 8. | 「三日月の背中 off vocal ver.」         |        |                |                |      |

## 選抜メンバー
- 小笠原茉由
- 門脇佳奈子
- 岸野里香
- 木下春奈
- 小谷里歩
- 近藤里奈
- 篠原栞那
- 上西恵
- 白間美瑠
- 福本愛菜
- 松田栞
- 山口夕輝
- 山田菜々
- 山本彩
- 吉田朱里
- 渡辺美優紀